# Dendrolycosa lepida
Espèce
Synonymes
- Dolomedes lepidus Thorell, 1890

Dendrolycosa lepida est une espèce d'araignées aranéomorphes de la famille des Pisauridae.

## Distribution
Cette espèce est endémique de Sumatra en Indonésie. Elle se rencontre vers Ajer Mancior et Bukittinggi.

## Description
Les femelles mesurent de 12,9 à 15,1 mm.

## Publication originale
- Thorell, 1890 : Diagnoses aranearum aliquot novarum in Indo-Malesia inventarum. Annali del Museo Civico di Storia Naturale di Genova, vol. 30, p. 132-172 (texte intégral).